# Іонічне море

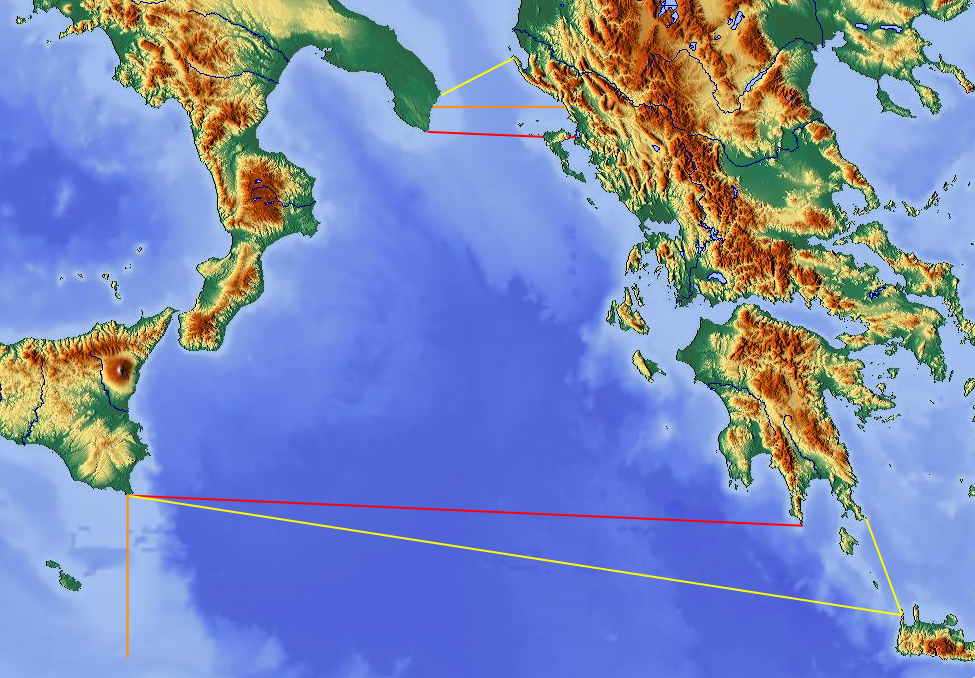
позначені межі Іонічного моря; жовта лінія: традиційні межі, помаранчева: межа згідно з Італійською метеорологічною службою Meteomar, червона: межа згідно Міжнародної гідрографічної організацією

Іоні́чне море, або Іоні́йське море (грец. Ιόνιο Πέλαγος, італ. Mare Ionio) — центральна частина Середземного моря, між південно-західним берегом Балканського і південно-східним берегом Апеннінського півостровів і островами Крит і Сицилія. Площа 169 тисяч км², найбільша глибина 5 121 м (Безодня Каліпсо — найглибша точка Середземного моря).
Море сполучено на півночі протокою Отранто з Адріатичним морем, на заході Мессінською протокою з Тірренським морем.
Дно має форму улоговини, вкрите відкладеннями — переважно мулом, а ближче до берегів  — мулистий пісок, пісок і черепашник.
Найбільші затоки: Патраїкос, Коринф, Таранто. На сході Іонічні острови. Температура води від 14°C в лютому до 25,5 °C в серпні. Солоність понад 38 ‰. Припливи подобові (до 0,4 м). Розвинене рибальство (скумбрія, червоний тунець, камбала, кефаль).
Головні порти:
- Таранто, Сиракуза, Катанія (Італія)
- Патри, Керкіра (Греція)

## Межі
Міжнародна гідрографічна організація встановила межі Іонічного моря:
- На півночі: Лінія прямує від гирла річки Бутринті (39°44'N) Албанія до мису Караголь, Корфу (39°45'N), уздовж північного узбережжя острова Корфу до мису Кефалі (39°45'N) і звідти до мису Санта-Марія-ді-Леука, Італія.
- На сході: Від гирла річки Бутринті в Албанії вздовж узбережжя материка до мису Матапан
- На півдні: лінія від мису Тенарон до мису Пассеро[en], південної точки Сицилії.
- На заході: Східним узбережжям Сицилії та південно-східним узбережжям Італії до мису Санта-Марія-ді-Леука.

## Клімат
Акваторія моря лежить в середземноморській області північного субтропічного кліматичного поясу. Влітку переважають тропічні повітряні маси, взимку — помірні. Значні сезонні амплітуди температури повітря і розподілу атмосферних опадів. Влітку жарко, ясна і тиха погода; взимку відносно тепло, похмура вітряна погода і дощить.

## Біологія
Акваторія моря відноситься до окремого екорегіону Іонічного моря бореальної північноатлантичної зоогеографічні провінції. У зоогеографічному відношенні донна фауна континентального шельфу й острівних мілин до глибини 200 м відноситься до середземноморської провінції, перехідної зони між бореальною та субтропічною зонами.

## Острови
Острови Іонічного моря є одними з найкрасивіших у світі. Кожен острів має свою унікальну культуру та історію. 
Основні острови: 
- Закінф
- Керкіра
- Кефалонія
- Лефкада
- Ітака
- Паксі

Острів Кефалонія – найбільший острів з усіх Іонічних островів. Острів Лефкада з’єднаний з материком мостом, тому дістатися до нього легко. А Ітака — батьківщина «Одіссеї» Гомера. Острів Корфу є найпопулярнішим туристичним напрямком в Іонічному морі. Острів Паксі – найменший з усіх Іонічних островів. Усі великі острови, розташовані в Іонічному морі, належать Греції, включаючи острів Корфу, Лефкада, Ітака, Закінф і острів Кефалонія.

## Назва в українських джерелах
Хоча офіційно прийнята нині форма назви цього моря — Іонічне, цілий ряд джерел згадує його як море Іонійське. Саме так воно назване у статті «Пелопоннеська війна» в УРЕ. Академік М. Грушевський називав це море Іонійським у своїх працях «Історія України-Руси» (т. 1, 1898) і «Історія української літератури» (т. 1, 1923). Адмірал М. Аркас у своїй праці «Історія України-Русі» (1908 і 1912) згадує це море як Іонійське. У «Літературно-науковому віснику» НТШ ім. Шевченка 1913 року натрапляємо на назву Іонійське море. Академік А. Кримський використав назву Іонійське море в кінці 20-х років минулого століття у праці «Історія Туреччини». Академік І. Крип'якевич згадує це море саме як Іонійське у своїй праці «Всесвітня історія», над якою працював десь на час початку 1-ї світової війни. Сміливо можна зробити висновок, що в кінці ХІХ  — на початку ХХ століття серед українських науковців і дослідників існувала традиція передавати назву Ιόνιο Πέλαγος як Іонійське море.
Варто зазначити, що і в радянський період чимало авторів використовували саме назву Іонійське море. У виданні «Легенди і міфи стародавньої Греції» (К. : Рад. шк., 1967) перекладач О. М. Іванченко використовує назву «Іонійське море». У коментарі до літописних географічних назв з «Повісті врем'яних літ» В. В. Яременко використовує назву Іонійське море. У виданні «Вергілій. Енеїда» (К.: Дніпро, 1972) перекладач М. Білик використовує назву Іонійське море. У збірці творів П. Мисника, виданій 1987 року видавництвом «Дніпро», теж читаємо про Іонійське море.